# アルタマハ・ハ
アルタマハ・ハ(Altamaha-ha) とは、アメリカのジョージア州にあるアルタマハ川 (Alabama River) に棲息するといわれる、ネッシーに類似する未確認生物。
2018年3月17日には、ジョージア州南東部ウルフアイランド国立野生動物保護区の海岸にこの生物らしい物体が打ち上げられ写真に撮影された。
生物の正体について意見は様々で、腐敗した魚や深海鮫あるいは模型などの意見がある。